# Bella Cup
Il Bella Cup è un torneo professionistico di tennis giocato su campi in terra rossa. Fa parte dell'ITF Women's Circuit. Si gioca annualmente a Toruń in Polonia.

## Albo d'oro

### Singolare
| Anno | Campionessa          | Finalista              | Punteggio     |
| ---- | -------------------- | ---------------------- | ------------- |
| 2011 | Edina Gallovits-Hall | Stéphanie Foretz Gacon | 6–4, 6–3      |
| 2012 | Danka Kovinić        | Paula Kania            | 6–3, 4–6, 6–3 |
| 2013 | Paula Kania          | Katarzyna Piter        | 6–4, 6–4      |

### Doppio
| Anno | Campionesse                            | Finaliste                             | Punteggio        |
| ---- | -------------------------------------- | ------------------------------------- | ---------------- |
| 2011 | Stéphanie Foretz Gacon Tatjana Maria   | Edina Gallovits-Hall Andreja Klepač   | 6–2, 7–5         |
| 2012 | Katerina Kramperová Martina Kubicíková | Katarzyna Piter Barbara Sobaszkiewicz | 1–6, 6–3, [10–4] |
| 2013 | Paula Kania Magda Linette              | Julija Bejhel'zymer Elena Bogdan      | 6–2, 4–6, [10–5] |